# El Paraíso La 14
El Paraíso La 14 ist eine Kleinstadt und eine Parroquia rural („ländliches Kirchspiel“) im Kanton El Carmen der ecuadorianischen Provinz Manabí. Verwaltungssitz ist die gleichnamige Kleinstadt El Paraíso La 14 (auch „La Catorce“).

## Lage
Der 157 m hoch gelegene Hauptort befindet sich 35 km südsüdwestlich vom Kantonshauptort El Carmen. Die Parroquia liegt am Westufer des Río Peripa, der weiter südlich zum Daule-Peripa-Stausee aufgestaut wird.
Die Parroquia El Paraíso La 14 grenzt im Nordosten an die Parroquias Puerto Limón und Luz de América (beide im Kanton Santo Domingo, Provinz Santo Domingo de los Tsáchilas), im Südosten an die Parroquias Patricia Pilar und Buena Fe (beide im Kanton Buena Fe, Provinz Los Ríos), im Südwesten und im Westen an die Parroquia Santa María sowie im Norden an El Carmen.

## Geschichte
Der Ort El Paraíso La 14 geht auf eine Gründung am 8. August 1964 zurück. Das 487 km² große Territorium „La Manga del Cura“ war lange Zeit zwischen den angrenzenden Provinzen Guayas, Manabí, Santo Domingo de los Tsáchilas und Los Ríos umstritten. Am 11. April 2017 entschied die ecuadorianische Nationalversammlung, dass das Areal dem Kanton El Carmen der Provinz Manabí zugeschlagen wird. Die Parroquia El Paraíso La 14 wurde am 26. November 2018, die benachbarte Parroquia Santa María 3 Tage zuvor gegründet. Beide Parroquias waren zuvor Sektoren von „La Manga del Cura“ und erfüllten die Anforderungen für ihren neuen Status: mindestens 10.000 Einwohner zu haben, davon mindestens 2000 im Verwaltungssitz (cabecera parroquial). Die Parroquia El Paraíso La 14 erstreckt sich über den Nordosten von „La Manga del Cura“ sowie über angrenzende Gebiete von El Carmen.